# 미쓰비시후소 슈퍼 그레이트

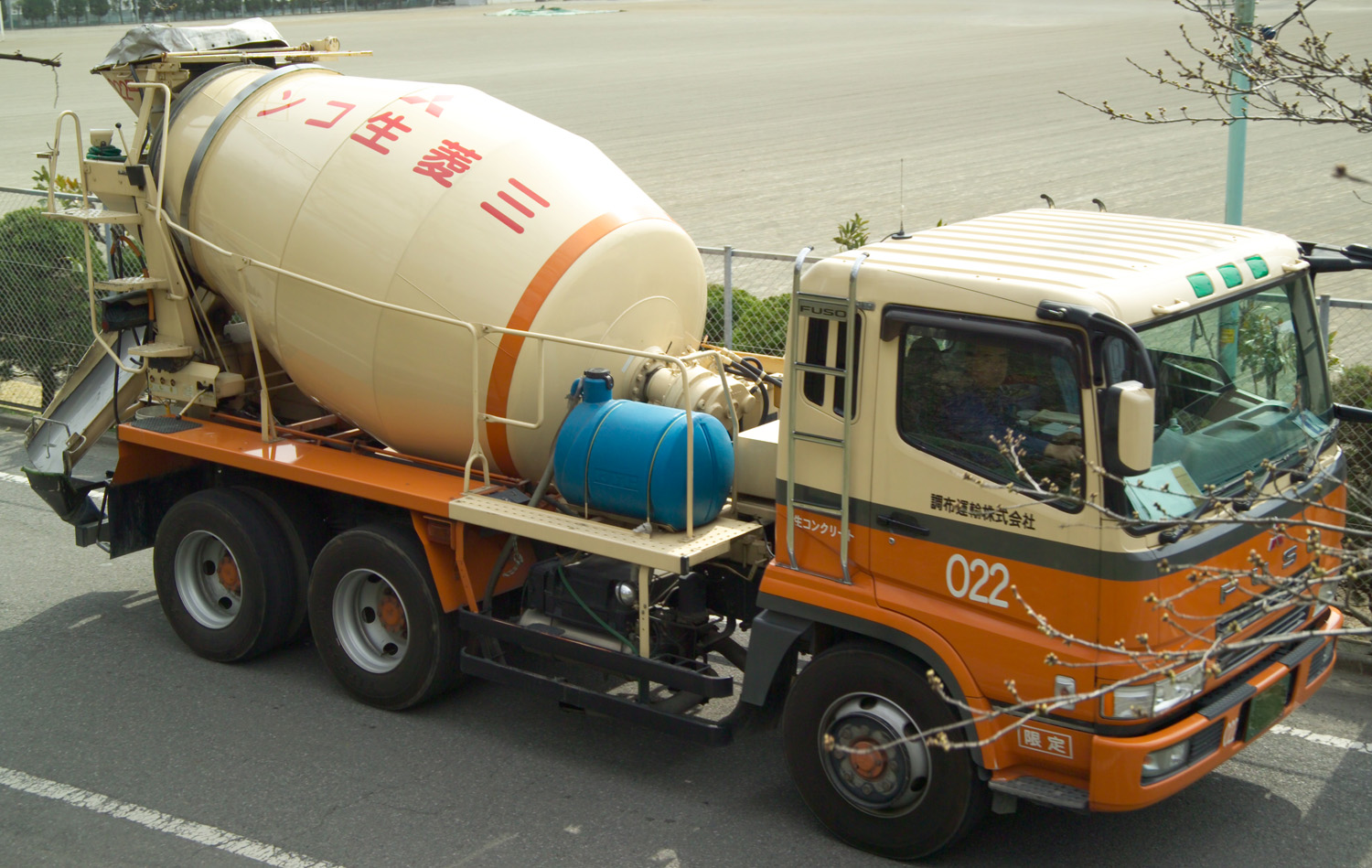
미쓰비시후소 슈퍼 그레이트 FV 믹서트럭

미쓰비시후소 슈퍼 그레이트(영어: Mitsubishi Fuso Super Great, 일본어: 三菱ふそう・スーパーグレート 미쓰비시 후소 스파 그레토[*])는 일본 미쓰비시후소트럭 버스의 대형 트럭이다.

## 개요
1996년에 미쓰비시후소 더 그레이트의 후속으로 출시되었다. 지속적으로 마이너 체인지를 통해서 오랫동안 생산했다. 경쟁 차종으로 이스즈 자동차의 이스즈 기가를 비롯해 UD 트럭의 닛산 디젤 빅섬, 닛산 디젤 큐온, 히노 자동차의 히노 프로피아가 있다.

## 모델

### 제 1세대 모델 (1996년6월~2017년)
- 1996년 6월 5일 : 더 그레이트의 후속차종으로 출시되었다.
- 1998년 3월 : 일부 개량이 되면서 FV 사양에 풀에어 브레이크가 적용되었다.
- 2000년 : 마이너 체인지로 에어백이 기본으로 장착되었고 FV, FP-R 모델을 제외한 전 라인업에 풀에어 브레이크가 탑재되었다. 8기통 사양인 숏타입 캡이 출시되었다. 엔진은 6M70형, 8DC11형, 8M21형이 탑재되었다.
- 2001년 6월 : 숏타입 차량에 직렬 6기통 터보 사양이 출시되었다.
- 2001년 12월 : 전신 모델인 더 그레이트가 단종되면서 구내 전용 차량이 출시되었다. 또한 수출 사양과 마찬가지로 각형 4등 헤드라이트가 적용되었다.
- 2003년 1월 6일 : 미쓰비시자동차공업으로부터 트럭・버스 등의 상용차 부문과 산업 엔진 부문이 분사되어 미쓰비시후소트럭 버스가 설립되면서 제조 및 판매권이 미쓰비시후소트럭 버스로 이관되었다.
- 2003년 5월 : 소음 규제에 대응하기 위해 마이너 체인지로 속도 표시등이 없어지고 캡 사이드 마커 램프로 변경되었다. 또한 차체 구조를 대폭 변경되면서 저상 사양을 제외한 전 라인업에 에어 서스펜션 방식이 변경되었다.
- 2003년 8월 : 일부 차량에 한정하여 배출가스 규제 대응에 따라 개량했다.
- 2003년 10월 : V형 엔진 탑재 차량이 단종 및 안전 기준 및 보안 기준 변경에 따라 외부 디자인을 검토한 모델이 출시되었다.
- 2007년 4월 : 제설차 차량을 제외한 모든 라인업이 마이너 체인지로 SRC 시스템이 탑재되었고 2005년 배출가스 규제에 대응한 것이다. 또한 외부 디자인과 실내 인테리어가 대폭 변경되었다.
- 2007년 10월 : 굿 디자인 상을 수상받았다. FU, FS 카고 사양이 출시되었고 변속기의 경우 메르세데스-벤츠의 파워 시프트를 기반으로 제작된 12단 INOMAT-II형이 탑재되었다. 또한 엔진도 6M70형이 새롭게 출시되었다.
- 2009년 11월 : FT 사양에 단종되었다.
- 2010년 4월 : 마이너 체인지로 다임러 AG에서 개발한 6R10형이 탑재되었다. 또한 SCR 시스템의 경우 블루텍으로 변경되었고 INOMAT-II형 변속기의 경우 12단으로 통합과 동시에 단종되었다. 그와 동시에 FP, FR, FW, FV-P가 단종되었고 휠도 변경되었다. 압축 개방 브레이크의 명칭도 제이크 브레이크로 변경되었다.
- 2011년 4월 : 트랙터 사양에 무게 제품에 대응한 세미 트렉터 모델인 FV-R 모델이 마이너 체인지가 되었다.
- 2012년 4월 : 전 라입업에 BOS, ESS가 탑재되었다.
- 2014년 5월 : 마이너 체인지로 FP-R 모델이 12단 INOMAT-II형이 탑재되었고 또한 차량 명칭도 슈퍼 그레이트 V(일본어: スーパーグレートV)로 차량이 변경되었다. 프론트 그릴이 변경되었도 6R10형 엔진이 일본 최초로 터보 차처를 채용했고 ISS가 탑재되었다. 계기판이 LED로 변경되었고 내장 색상도 변경되었다. 라디오와 시디 플레이어도 전 차량에 탑재되었다.
- 2014년 12월 : FV-R 모델의 경우 16단 MT 사양이 단종되면서 12단 INOMAT-II형으로 통합되었다.

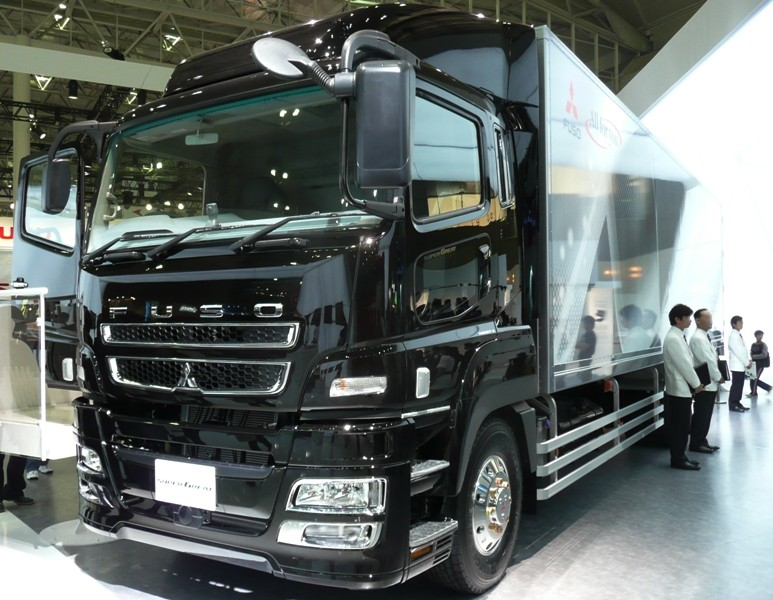
슈퍼 그레이트 FU 후기형 슈퍼풀캡
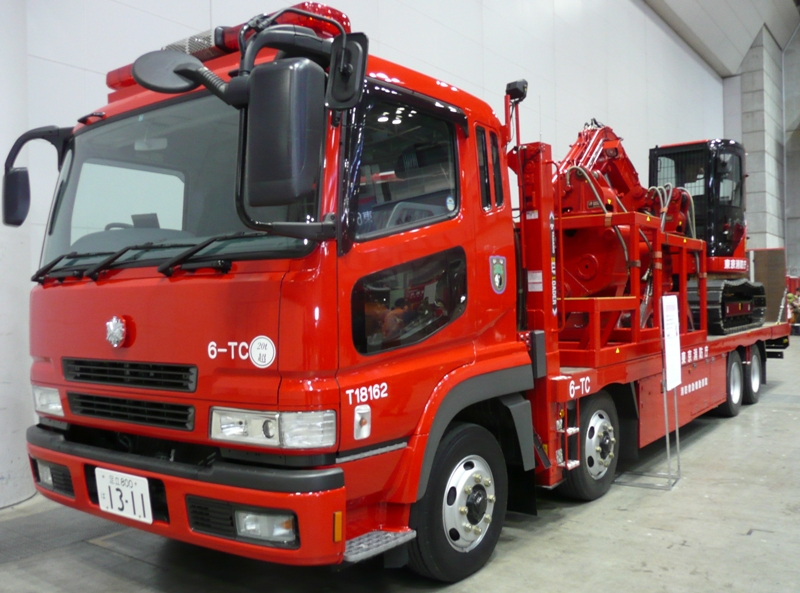
슈퍼 그레이트 FS 소방차 사양
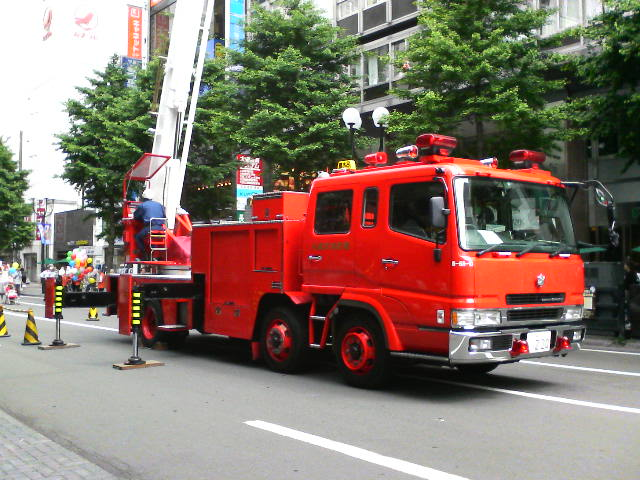
슈퍼 그레이트 KC‐FT 로우 루프캡 사양
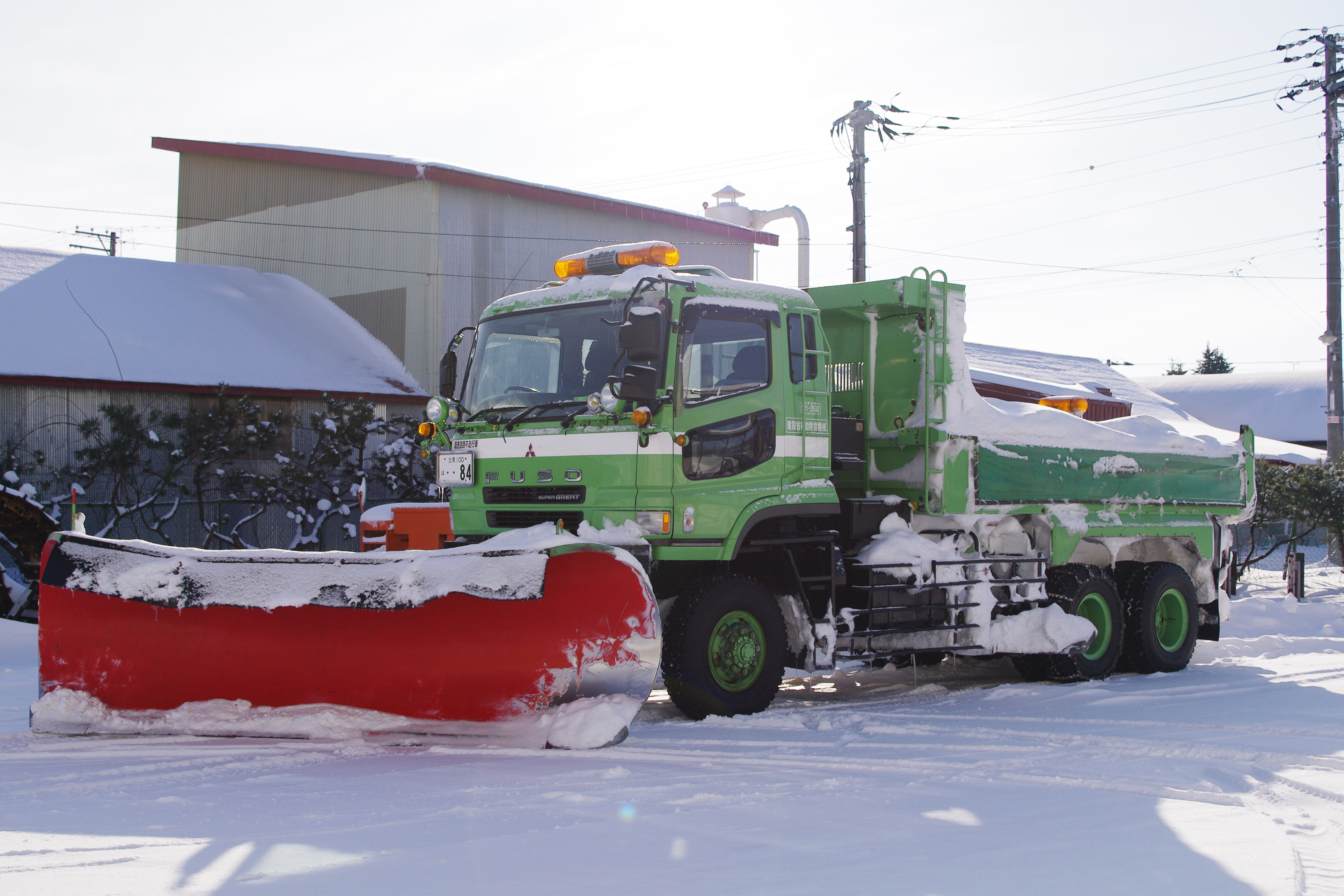
슈퍼 그레이트 FW 제설차 사양
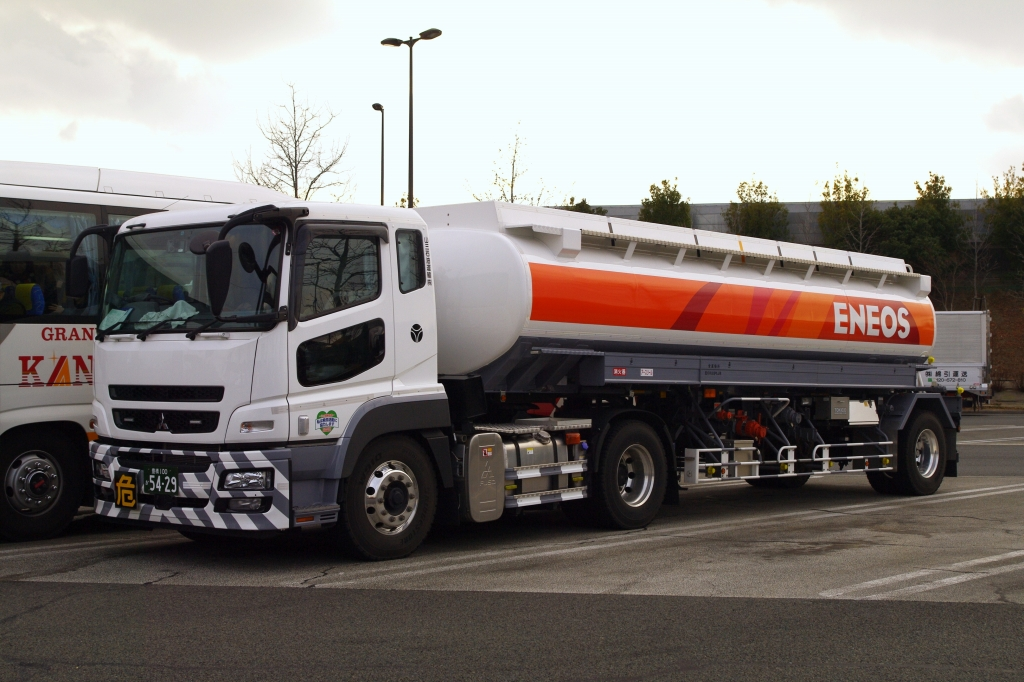
슈퍼 그레이트 FP-R

### 제 2세대 모델 (2017년3월~ 현재)
- 2017년 3월 : 출시. 디자인이 변경되면서 헤드렘프가 메르세데스-벤츠 아록스 모델과 동일한 것으로 변경되었다. 실내 디자인의 경우 메르세데스-벤츠 악트로스의 미터클러스터와 스티어링 휠이 적용되었다. 엔진의 경우 메르세데스-벤츠 악트로스에 탑재한 6S10형, 6R20형이 적용되었다. 변속기의 경우 16단 AMT로 적용되었다.
- 2018년 : 카고트럭 사양인 FU, FS, FV 모델과 믹서트럭 사양인 FV 차량이 라인업에서 추가되었다.

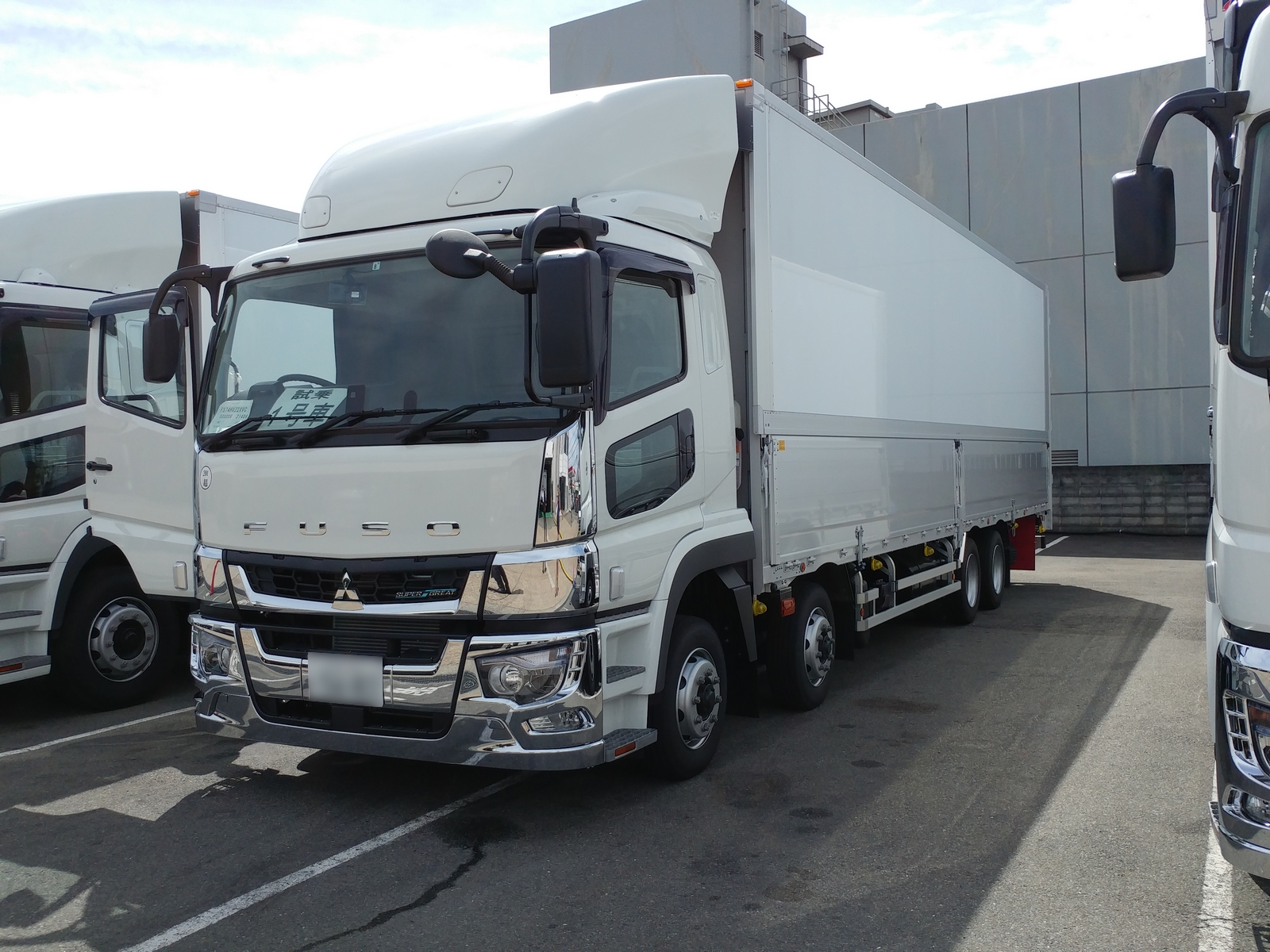
프리미엄 라인 (FS)
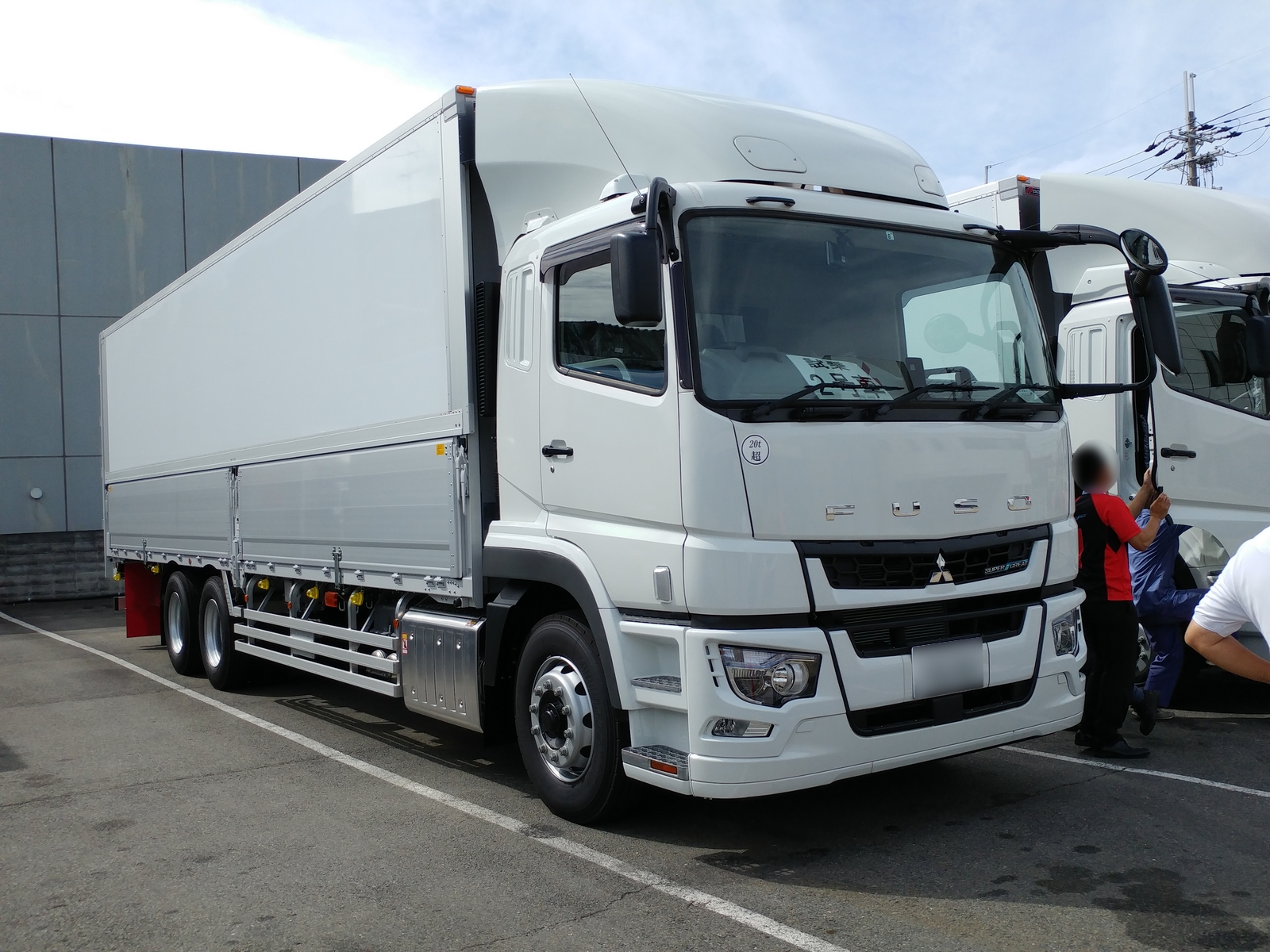
프로라인 (FU)
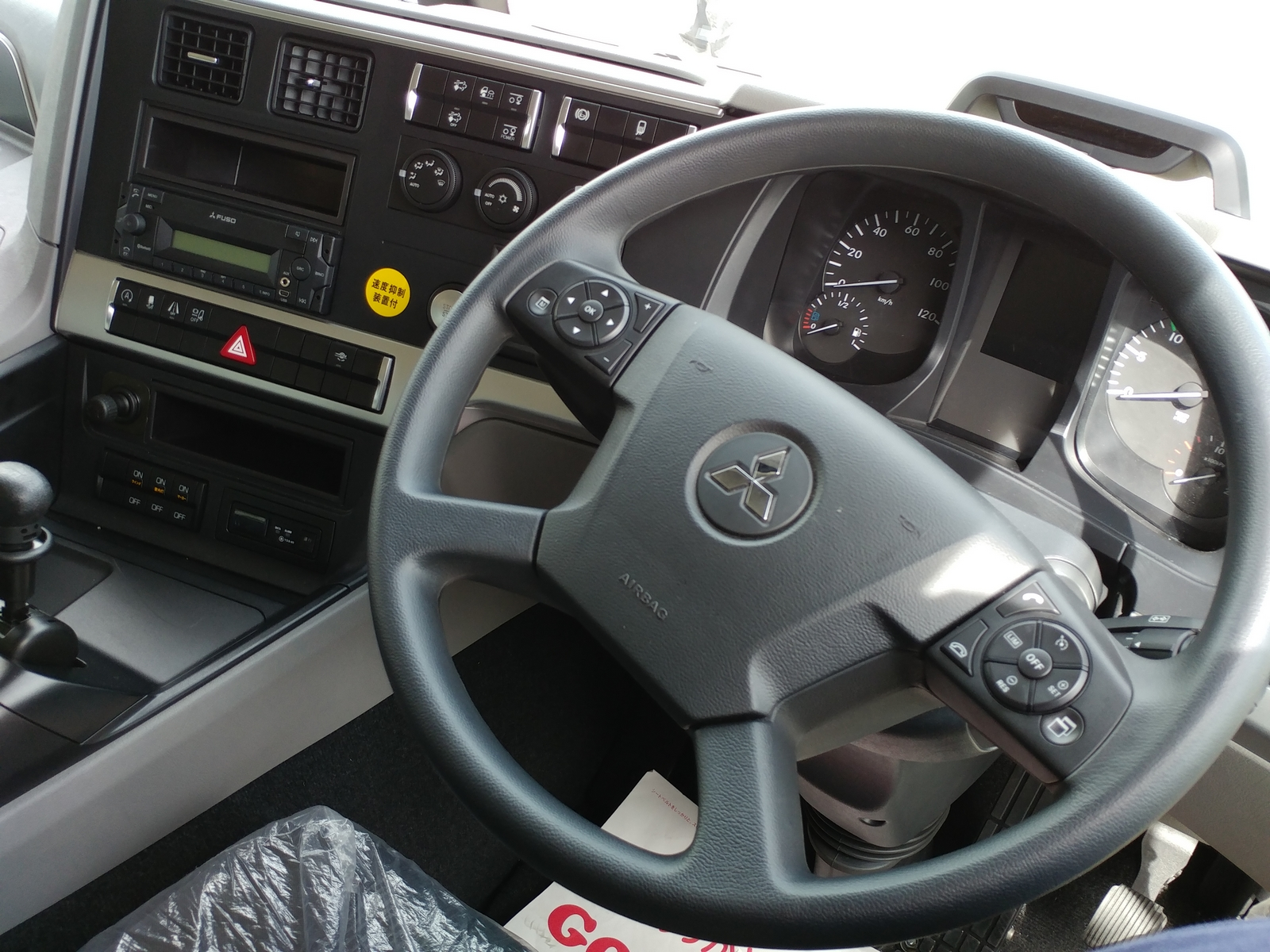
프로라인 계기판 (FU)
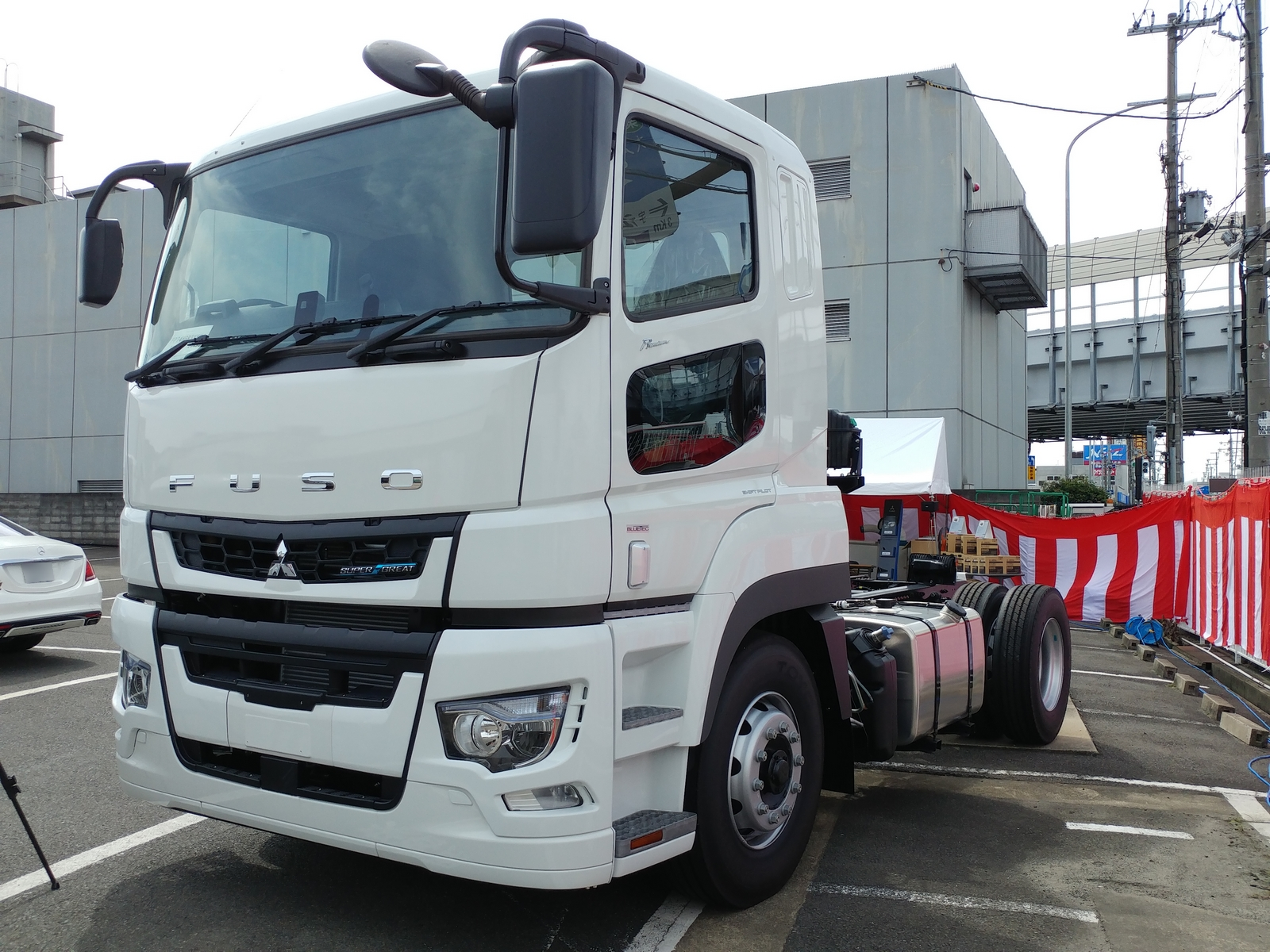
프리미엄 라인 (FP)
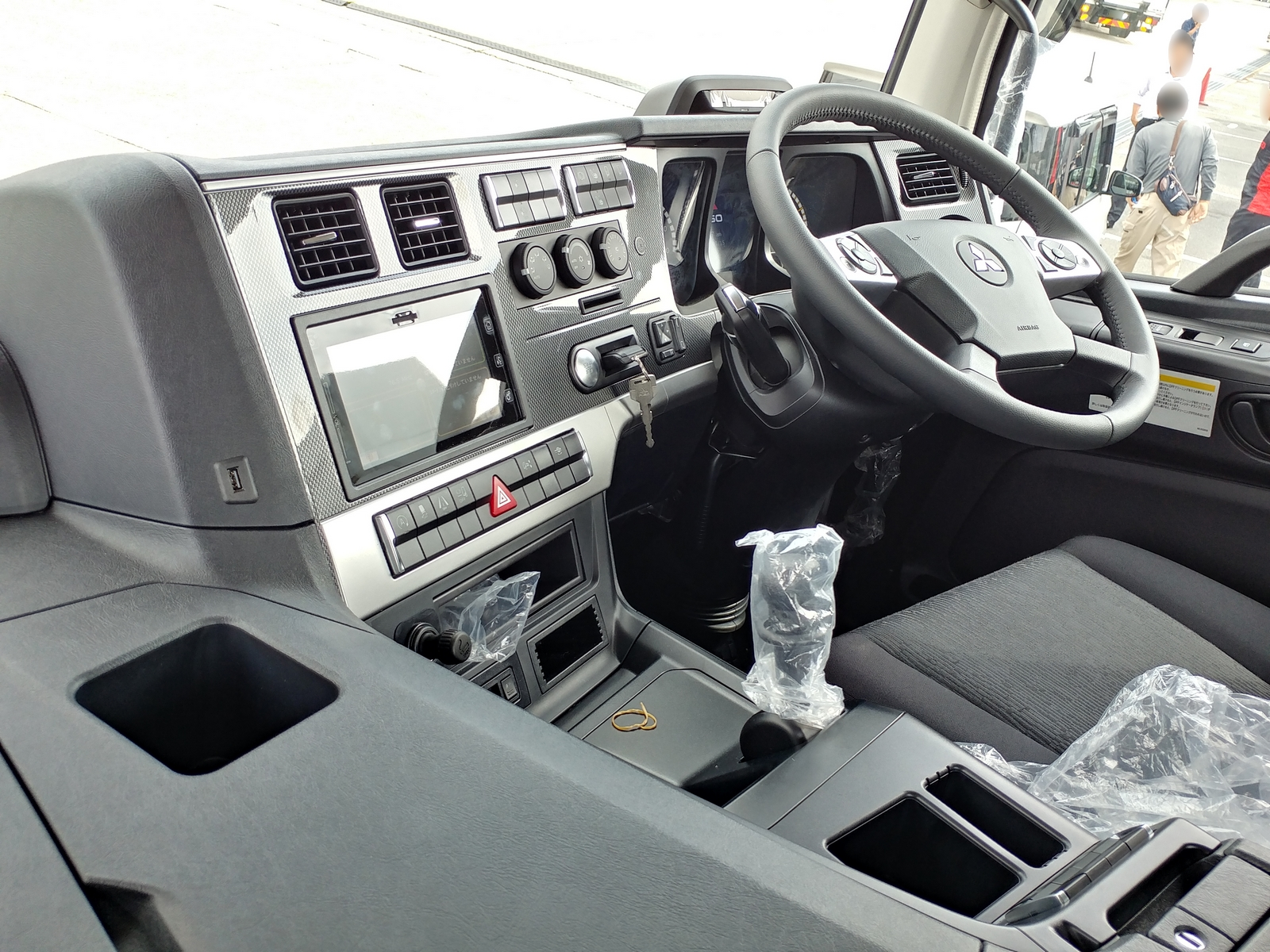
프리미엄 라인 계기판 (FP)
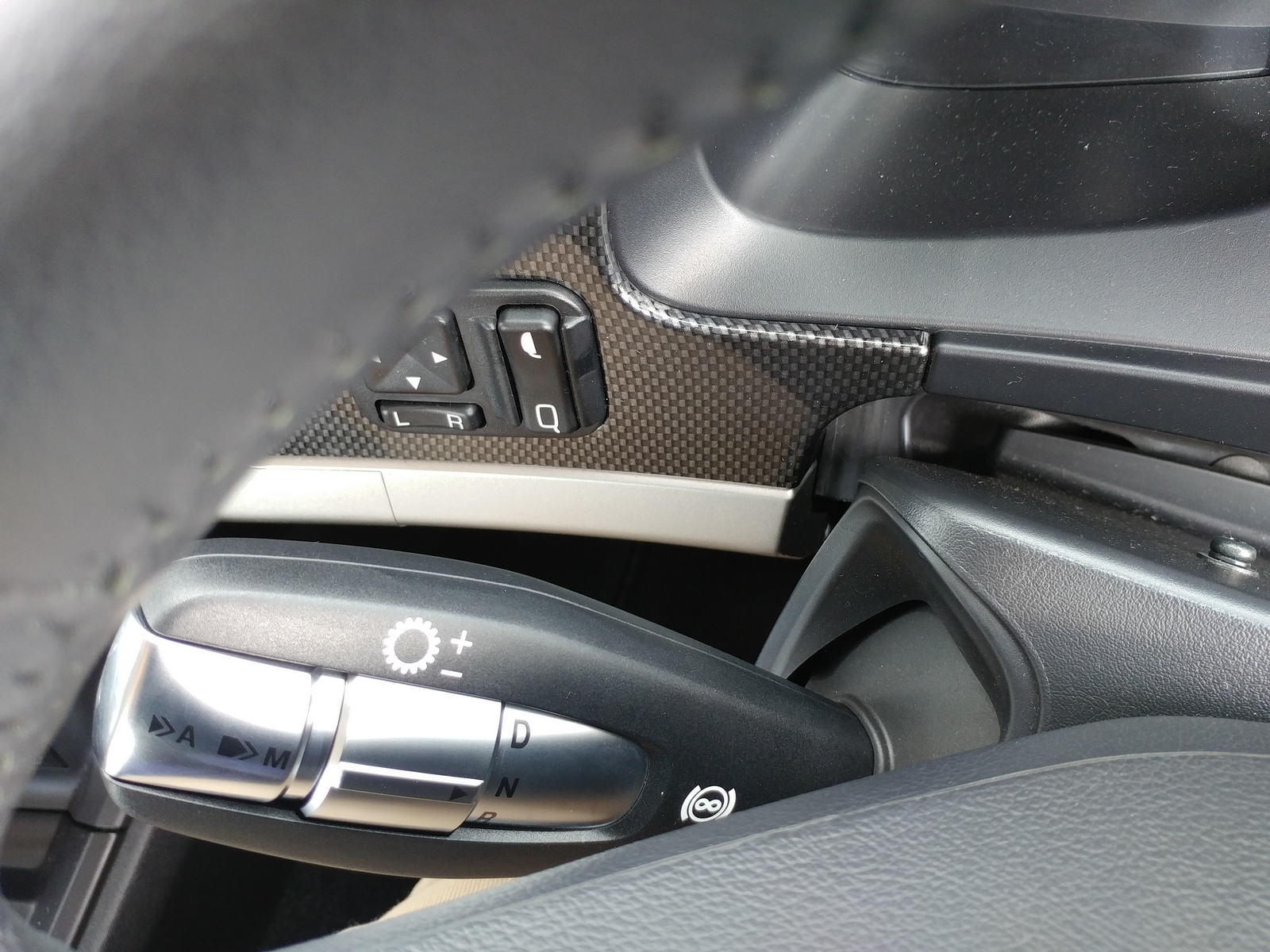
자동변속기

## 주요 차종

### 아시아, 아프리카, 남아메리카
- FP (4×2)
- FU (6×2)
- FV (6×4)
- FY (6×4 저상)
- FS (8×4)
- FT (6×2 전2축)
- FR (4×4)
- FW (6×6)
- FX (8×8)
- FP-R (4×2)
- FV-R (6×4)
- FV-P (6×4)
- FT-P (6×2)
- FV 구내 전용 차량

### 뉴질랜드
미쓰비시후소 쇼군 (영어: Mitsubishi Fuso Shogun, 뉴질랜드 생산 차종)
- 쇼군 4x2 350
- 쇼군 6x4 350/430
- 쇼군 8x4 430

## 같이 보기
- 미쓰비시후소트럭 버스

## 엔진

### 6기통 사양
6D계 엔진
- 6D24형 (11,945cc, 330PS)
- 6D40형 (11,980cc, 360, 390PS)

6M계 엔진
- 6M70형 (12,880cc, 350, 380, 420, 460, 520PS)

6R게 엔진
- 6R10형 (12,808cc, 350, 380, 420, 460, 520PS)

### 8기통, 10기통 사양
DC계 엔진
- 8DC9형 (16,030cc, 320, 440PS)
- 8DC11형 (17,730cc, 330, 355PS)

M2계 엔진
- 8M20형 (20,080cc, 385PS)
- 8M21형 (21,205cc, 370, 400, 420, 430PS)
- 8M22형 (19,004cc, 480, 550PS)
- 10M20형 (25,112cc, 480PS)
- 10M21형 (26,507cc, 520PS)